# .ae
ae. هو (نطاق) المستوى العلوي لدولة الإمارات العربية المتحدة ccTLD.

## ھيكلة اسم نطاق

### المنطقة (المناطق) غير المقيدة
المنطقة غير المقيدة الوحيدة ھي نطاق ae. يتم تسجيله فورا من قبل أي مقدم طلب.

### المنطقة (المناطق) المقيدة
لقد حجزت إدارة السماء نطاق الإنترنت ae. عددا من أسماء النطاق من المستوى الثاني لستخدامھا في تسجيل أسماء النطاق من المستوى الثالث وتعرف بالمنطقة المقيدة.

#### co.ae.
ھي أسماءالنطاق المعدة للمنشآت التجارية التي تمارس أعمالھا في الإمارات العربية المتحدة.

#### net.ae.
ھي أسماء النطاق المعدة لمزودي خدمات تقنية المعلومات المسجلين داخل الإمارات العربية المتحدة.

#### org.ae.
ھي أسماء النطاق المعدة لالمؤسسات غير الربحية في الإمارات العربية المتحدة، بما فيھا الجھات التي تم إشھارھا من قبل وزارة الشؤون الاجتماعية ووزارة الثقافة والشباب وتنمية المجتمع والھيئة العامة لرعاية الشباب والرياضة:
- مؤسسات رياضية
- مؤسسات خيرية
- مؤسسات دينية
- مؤسسات اجتماعية
- مؤسسات ثقافية
- مؤسسات فنية
- مؤسسات دبلوماسية متواجدة في الإمارات العربية المتحدة
- فروع عن منظمات دولية غير ربحية وتكون ھذه الفروع متواجدة في الإمارات العربية المتحدة

#### ac.ae. وsch.ae.
ھي أسماء النطاق المعدة للمدارس والمؤسسات الأكاديمية في الإمارات العربية المتحدة، بما في ذلك الجامعات والمدارس الحكومية والخاصة والكليات والمؤسسات التعليمية

#### gov.ae.
ھي أسماء النطاق المعدة للجھات الحكومية في الإمارات العربية المتحدة

#### mil.ae.
ھي أسماء النطاق المعدة للسلطات العسكرية في الإمارات العربية المتحدة